# Coda di Drago
In cartografia si indica come Coda di Drago una grande penisola immaginaria che compare nei planisferi classici e rinascimentali, situata nella parte meridionale dell'estremo oriente asiatico, intorno al meridiano 110 di longitudine est.
Costituisce un enorme prolungamento della penisola indocinese: mentre quest'ultima non si spinge oltre il parallelo di 8° nord, per una lunghezza di 550 km, la Coda di Drago attraversa l'equatore terrestre e, in alcune versioni, si estende fino a 10 gradi a sud del tropico del Capricorno, raggiungendo una lunghezza approssimativa di 3.500 km.

## Etimologia

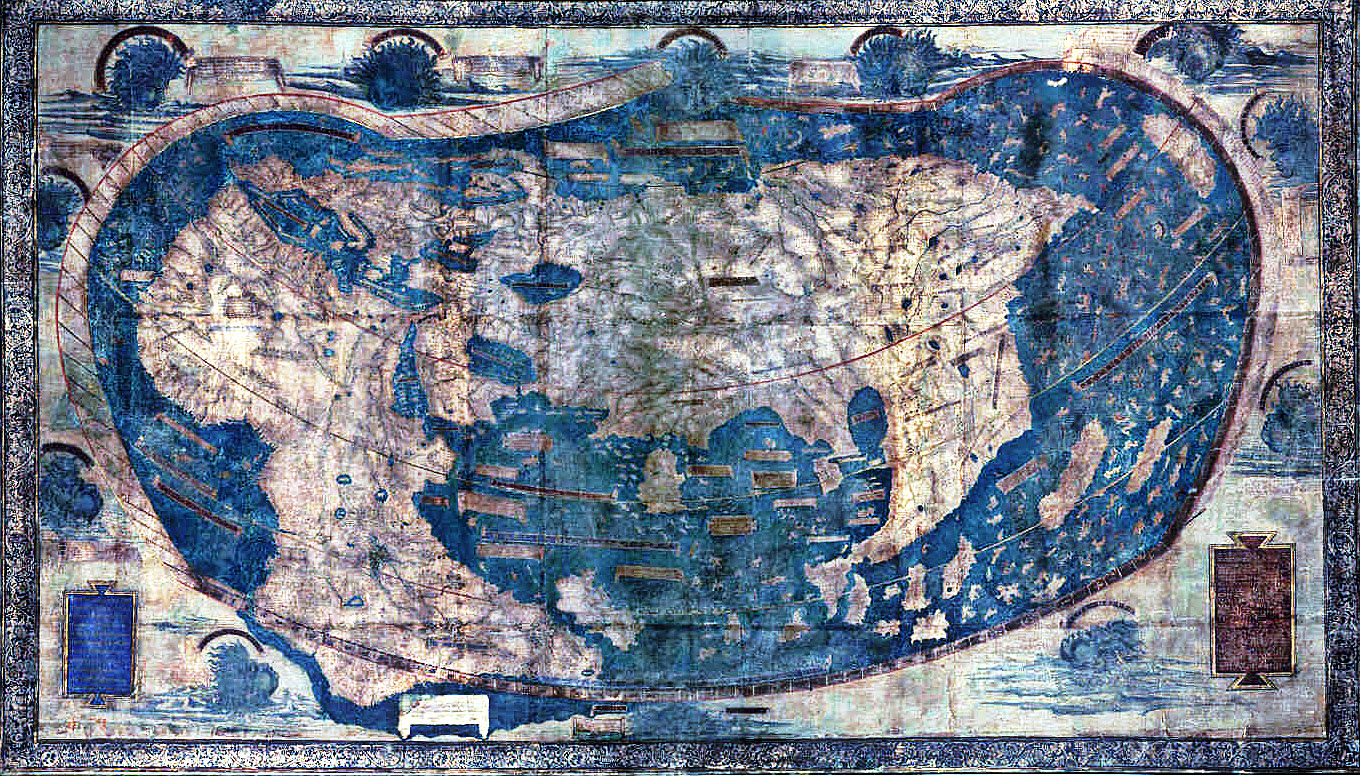
La mappa del mondo di Enrico Martello (1490 ca.) conservata alla Yale University, la prima mappa tolemaica in Europa a raffigurare la Coda di Drago piuttosto che l'oceano Indiano circondato dalle terre.

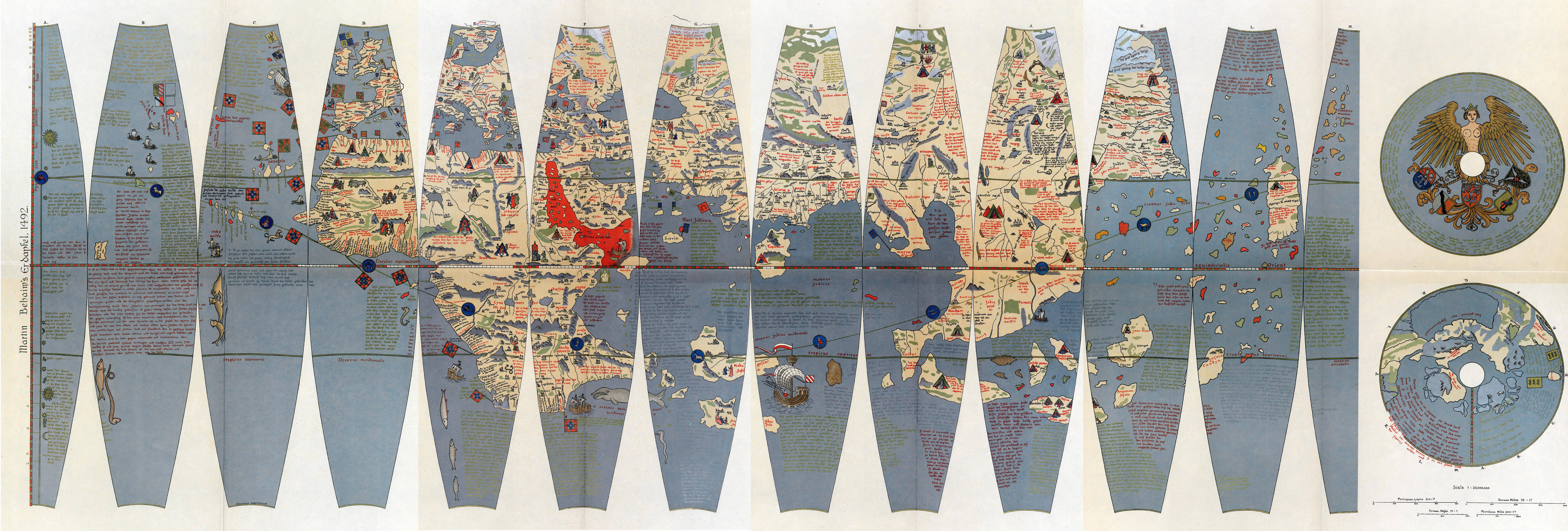
L'Erdapfel di Martin Behaim.

Il planisfero di Cantino (1502) mostra la Coda di Drago unita al Chersoneso Aureo.

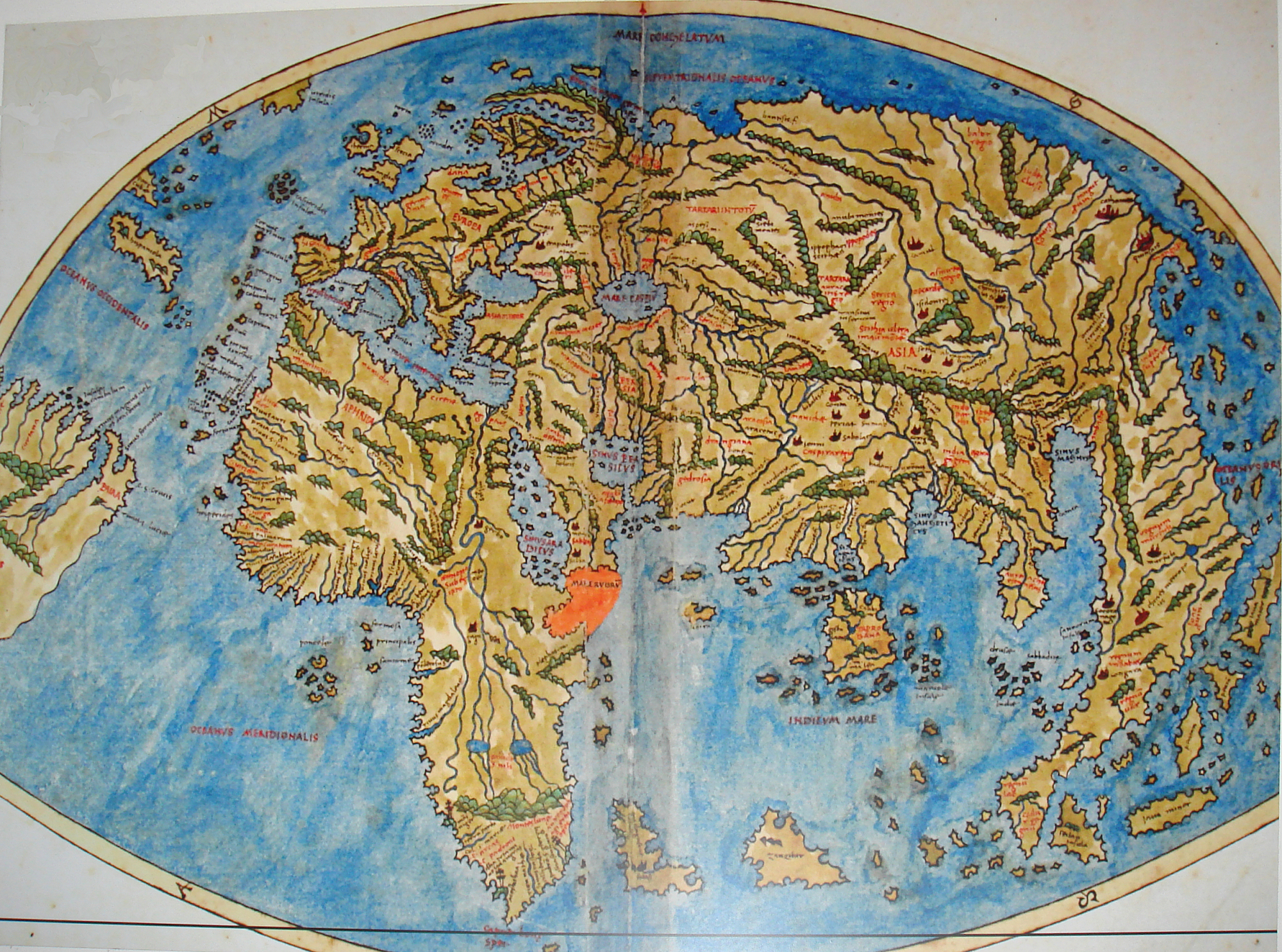
La mappa di Pietro Coppo (1520) è una delle ultime a rappresentare la Coda di Drago.

La penisola immaginaria oggi nota come Coda di Drago non possiede una denominazione precisa sulle antiche mappe, dove viene talvolta indicata con nomi generici quali India Transgangetica o Cattigara.
L'attuale denominazione deriva dal Tratado geográfico pubblicato nel 1563 dal diplomatico portoghese António Galvão, il quale affermava che l'infante Pietro del Portogallo era entrato in possesso nel 1428 di una mappa disegnata intorno all'anno 1300: «passò per Roma e Venezia, dalla quale portò con sé un mappamondo che raffigurava tutta la terra, con lo Stretto di Magellano, qui chiamato Coda di drago [in portoghese: Cola do dragam] e il Capo di Buona Speranza, frontiera dell'Africa; questo documento aiutò molto l'Infante Enrico nelle sue scoperte».
Il nome fa riferimento all'identificazione della forma dei continenti con quella di un drago: l'Asia rappresenterebbe il corpo, l'Europa la testa, le penisole araba e malese le zampe, la penisola del Deccan il ventre e infine la quarta penisola asiatica la lunga coda sormontata da una pinna.

## Storia
Questa penisola non compare in nessuno dei manoscritti superstiti della Geografia di Tolomeo né di altri geografi greci. Compare invece nel Libro della Descrizione della Terra, di influenza tolemaica, compilato da al-Khwārizmī verso l'833 d.C. La mappa di Tolomeo si arrestava a 180° a est delle Isole Fortunate, senza che il geografo fosse in grado di spiegare cosa si trovasse sulla costa orientale immaginaria dell'oceano Indiano o oltre le terre dei Sinae e della Serica in Asia. Tradizionalmente i musulmani cinesi ritengono che il compagno del Profeta Saʿd ibn Abi Waqqas abbia svolto attività missionaria in quel paese fin dal VII secolo; la comunità mercantile era già numerosa, come testimonia il massacro avvenuto a Yangzhou nel 760 durante la ribellione di An Lushan contro i Tang. Mercanti come Solimano avevano dimostrato ad al-Khwārizmī che l'oceano Indiano non era un bacino chiuso, come avevano sostenuto Ipparco e Tolomeo, ma un mare aperto in vari punti. Al-Khwārizmī lasciò intatta la maggior parte della costa orientale tolemaica, ma, con la creazione di uno stretto, si venne a formare una nuova penisola, oltre la quale il geografo collocò il Mar delle Tenebre e l'Isola del Gioiello.
Bartolomeo Diaz doppiò il capo di Buona Speranza durante una tempesta nel 1488; entro un anno o due, Enrico Martello pubblicò una mappa del mondo che mostrava la comunicazione tra gli oceani Atlantico e Indiano, creando un'apertura a sud dell'Africa e trasformando l'estremità orientale del mondo tolemaico in una grande penisola, simile a quella descritta da al-Khwārizmī. L'area venne adornata con toponimi tratti da Marco Polo e da altri viaggiatori, comprese località che in precedenza figuravano sul Chersoneso Aureo di Tolomeo. Una penisola analoga comparve poi sul globo Erdapfel realizzato da Martin Behaim nel 1492, poco prima del ritorno di Colombo. A metà del XVI secolo, António Galvão menzionò una mappa acquistata nel 1428 da Pietro del Portogallo, figlio maggiore di Giovanni I, che descriveva il Capo di Buona Speranza e raffigurava lo «stretto di Magellano» come «Coda di drago» (in portoghese: Cola do dragam). Alcuni studiosi sudamericani hanno considerato questa testimonianza come la prova di un'esplorazione precoce e approfondita delle Americhe, ma tali affermazioni non sono state confermate.
Cristoforo Colombo, almeno inizialmente, credeva nell'esistenza della penisola, la cui posizione e le isole circostanti avrebbero accorciato considerevolmente la distanza prevista tra la costa africana e l'Asia orientale. Per il suo viaggio potrebbe essersi servito direttamente delle mappe di Enrico Martello. Colombo credeva di essere arrivato a Champa, che figurava ben in vista in tre iscrizioni sulla mappa di Martello del 1491, e i cartografi iniziarono a raffigurare le nuove scoperte in America Centrale sulla costa orientale della penisola fittizia. Anche Amerigo Vespucci pensava di essere giunto su questa penisola piuttosto che in un nuovo continente.
Un'altra forma di questa penisola apparve nel planisfero di Cantino del 1502, trafugato dal Portogallo per conto del duca di Ferrara. In questa mappa non compariva più il Magnus Sinus e la penisola, seppur ancora troppo larga, si era ormai fusa con il Chersoneso Aureo, formando una singola struttura e piegandosi più verso est, apparentemente sotto l'influenza delle fonti arabe.
I portoghesi compresero la probabile inesistenza della penisola poco dopo la caduta di Malacca, quando Albuquerque entrò in possesso di una vasta mappa giavanese del Sud-est asiatico. L'originale andò perduto a bordo della Frol de la Mar poco dopo, ma un suo schizzo realizzato da Francisco Rodrigues fu inviato come parte di una lettera al re. Tuttavia, le mappe pubblicate continuarono a raffigurare la Coda di Drago in forme diverse per almeno un altro secolo.

## Descrizione
L'estremità meridionale della penisola era generalmente conosciuta come Capo di Cattigara.
Le mappe del mondo di Enrico Martello includono etichette che indicano le regioni dell'India Superiore (India Superior), del Champa (Ciamba Provincia) e del Grande Champa (Ciamba Magna Provincia).